# 姜孟卿
姜孟卿（：／，1410年—1461年），字子章，本貫晋州姜氏，朝鮮王朝文臣。
他是昌寧縣知事姜友德與甫州知事李惠之女李氏所生，1426年科舉進士試合格，1429年文科合格，歷任舎人、知承文院事、執義之務。1451年被任命承政院右副承旨、翌年任都承旨。1453年、任吏曹参判、藝文館提学、議政府右参贊。在1453年朝鮮世祖癸酉靖難奪取政權後，他被認為有功封佐翼功臣2位晋山府院君。
1456年任左贊成，1457年任右議政，1458年任左議政，1459年任領議政。其人辯論學問優秀，繼黃喜以後非常受當時囑望，死後諡文景，申叔舟為之作墓志銘。